# Cappella di Santa Maria Maddalena (Anghiari)
La cappella di Santa Maria Maddalena è un edificio sacro che si trova lungo lo stradone trecentesco detto Ruga di San Martino ad Anghiari.

## Storia e descrizione
L'edificio fu costruito tra il 1637 e il 1746 all'interno di una vasta unità edilizia con cortile porticato su due piani. La facciata presenta un semplice portale in pietra con incisa la data 1639.
L'interno a navata unica con due campate voltate a crociera presenta una decorazione a stucco di gusto tardobarocco.